# MS. E. D. Clarke 39

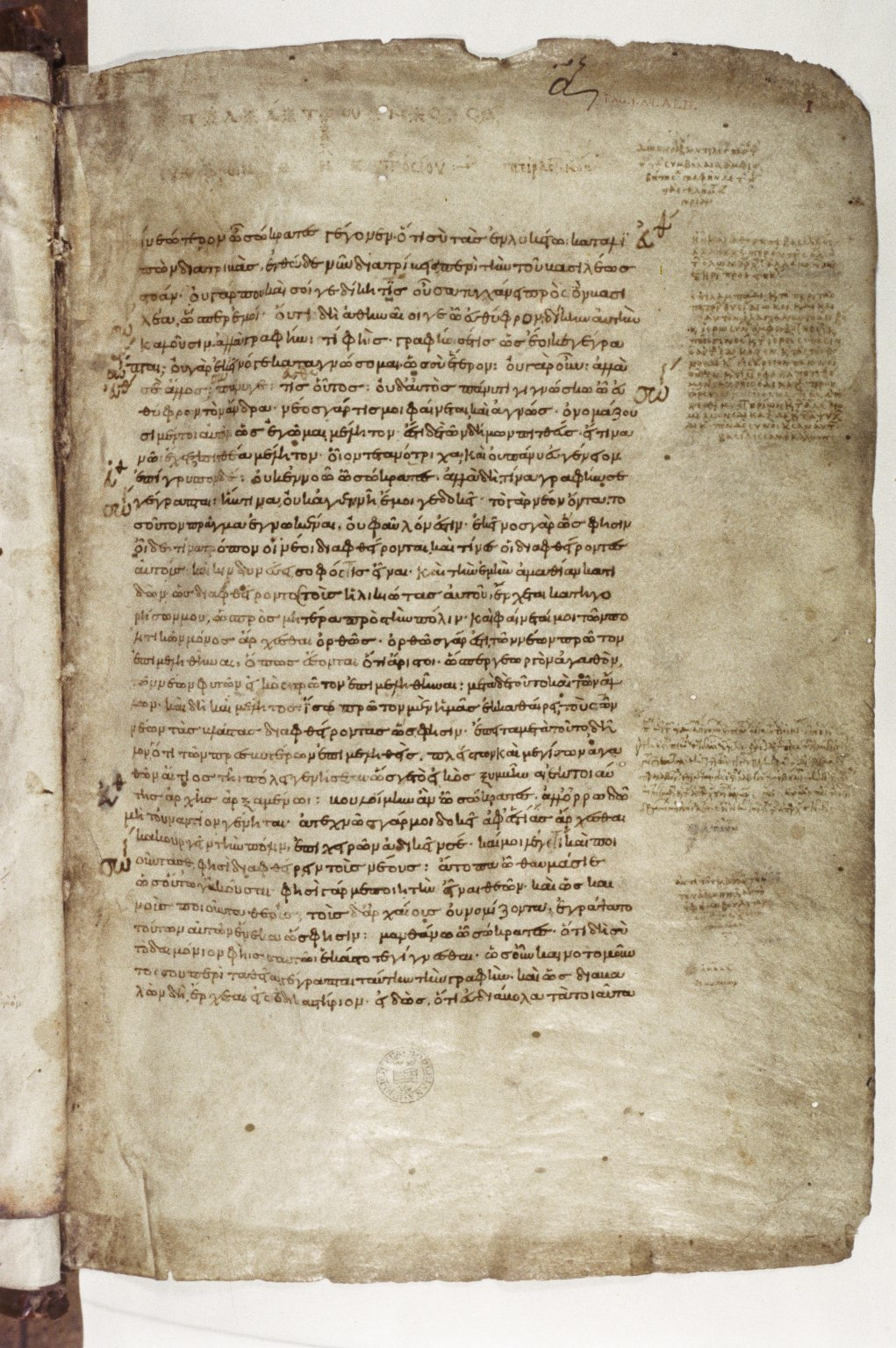
Manuskrypt E. D. Clarke 39 (dialog Eutyfron)

Manuskrypt E. D. Clarke 39, oznaczany jako MS. E. D. Clarke 39 – najstarszy zachowany obszerny rękopis dzieł Platona.

## Opis manuskryptu
Manuskrypt został napisany na pergaminie w formie kodeksu przez „Jana Kaligrafa” w języku greckim. Jest on datowany na 895 rok n.e. Rękopis powstał w Konstantynopolu. Zawiera marginalia. Rozmiary kart wynoszą 13 ⅜ na 9 ⅛ cala. Tekst rękopisu jest pisany minuskułą, a uwagi marginalne półuncjałą. Rękopis zawiera najstarszy zachowany zbiór 24 dialogów Platona (około połowa całego zbioru). Tekst został opublikowany przez Wilsona w 1973 roku.
Ponieważ posiada dokładną datę był używany do paleograficznego datowania innych rękopisów, jak np. Codex Monacensis.

## Historia
Manuskrypt ten został nabyty od monasteru św. Jana Ewangelisty na Patmos w październiku 1801 roku przez Edwarda D. Clarke’a. W 1809 roku został zakupiony przez Uniwersytet Oksfordzki. Przechowywany jest w Bodleian Library w Oksfordzie (MS. E. D. Clarke 39).